# Строго платонски (ТВ серија)
Строго платонски (фр. Strictement platonique) је француска телевизијска серија.

## Синопсис
Иго Беласта има 21 годину, ради у продавници стрипова и манга романа, живи са својих двоје најбољих пријатеља — са Жи-Беом, вечитим самцем, и Сибил, која жели да добије Нобелову награду — и виси на колеџу, без икаквих обавеза и одговорности. Има само један проблем: не може да одржи везу са девојкама.
Међутим, једног дана проналази „Кифу“, древну и мистериозну књигу која му дозвољава да контролише судбину. Само судбину, али не и љубав. Ипак, било како било, спреман је да уради све да би се Мојра, девојка из комшилука и жена његових снова, заљубила у њега.

## Улоге
| Глумац          | Улога           |
| --------------- | --------------- |
| Батист Лекаплен | Иго Беласта     |
| Едит Мијати     | Сибил Мадинина  |
| Фабјен Ара      | Жи-Бе Сандовал  |
| Капусин Леспина | Мојра Бертинели |
| Одре Ђакомини   | Лили            |
| Себастјен Жире  | Натан Скар      |
| Марион Стамења  | Селест Десанж   |
| Вили Картје     | Орхан Кисмет    |
| Набиха Акари    | Изел Кисмет     |
| Кандис Лартиг   | Панчо           |